# 斯皮特尔菲尔兹
斯皮特尔菲尔兹（英語：Spitalfields，/ˈspɪtəlˈfiːldz/）是前倫敦自治市塔村區的教區，位於倫敦東區，靠近利物浦街站和紅磚巷，是倫敦境內的市場街。
地區內有倫敦商業街，有許多家市場，其中包括歷史悠久的舊斯皮特尔菲尔兹市場和红砖巷市集，此外襯裙巷市場也位於斯皮特尔菲尔兹西南部。

## 命名法
1399年，該地區稱“Spittellond”，16世紀在《Civitas Londinium》地圖上稱為“The spitel Fyeld”，1561年稱為“Spyttlefeildes”。土地屬於1197年建於主教門大道的一家叫做聖瑪麗斯皮塔（St Mary Spital）的女修道院或醫院。在此之前此地還可能被稱作“Lolsworth”。

## 歷史

### 起源
現在的斯皮特尔菲尔兹形成于17世紀，當時一些愛爾蘭及胡格諾派教徒的紡絲人開始在街道上擺攤。現已知的該地最早被利用的時間是羅馬不列顛時期，當時被當做墓地。古文物研究者約翰·史鐸在1576年也提到了這件事，這個公墓在1990年代被發掘出來。
1197年，墓地原址上改建“外主教門新聖瑪麗醫院”（The New Hospital of St Mary without Bishopsgate），即後來的聖瑪麗斯皮塔醫院，創始人是沃爾特·布魯斯（Walter Brunus）和其妻羅伊西亞（Roisia）。這家醫院是中世紀大不列顛最大的醫院之一，因此也形成了中世紀的一個大型墓地群，包括一個藏骸所和太平間。1539年醫院被亨利八世拆除，雖然如此，當地還是保留著自治地位，而南部則被置於倫敦塔司法轄區下。另外一些地區被改造成郊區住宅。
1729年，斯皮特尔菲尔兹從斯特普尼教區拆出，被分成兩個民政教區，即斯皮特尔菲尔兹基督教堂和圣史蒂芬斯皮特尔菲尔兹（St. Stephen's Spitalfields）。圣史蒂芬斯皮特尔菲尔兹教堂建於1860年，1930年拆除，不過相鄰的牧師住所還是保留了下來。1911年圣史蒂芬斯皮特尔菲尔兹併入斯皮特尔菲尔兹教區，1965年教區廢止，建立塔村區。

### 胡格諾派
斯皮塔菲爾德歷史與胡格諾派教徒創建的絲綢業密不可分，這些教徒在1685年楓丹白露敕令之後就搬到了這裡居住。當時此地還屬於倫敦城外，他們為逃避倫敦同業工會的嚴格管制而聚居於此。他們孑然一身，只有紡絲一項技能，1687年8月16日的一道樞密令撥款20萬英鎊以幫助他們擺脫貧困。1687年12月，經負責資助這些難民的委員會統計，倫敦有13,050名法國難民，他們大部份都位於斯皮特尔菲尔兹附近，但也居於周邊的貝斯納爾格林、肖迪奇、白教堂及麥爾安德新鎮等地。
17、18世紀末，此地建築開始成形，居民多從事絲織業。尼古拉斯·霍克斯穆爾設計的富爾尼耶大街基督教堂在安妮女王執政期間建起，以對抗胡格諾派教徒在此地建造的數座異教教堂。
1638年查理一世給予此地經營肉類、禽類的許可之後，數家市場就興建起來了。如今這些市場每週接待二萬五千名遊客。
1730年代愛爾蘭紡織工到達此地，18世紀當地紡織業因法國絲織品進口而經歷了數次危機，工人們收入下降，因此導致了抗議行動的發生。1769年，發生斯皮特尔菲尔兹暴動。最終領導暴動的一些胡格諾教徒和愛爾蘭人被吊死在貝斯納爾格林的酒吧前。
工業革命后，紡織業漸漸開始採用機械，而當地手工絲織業便轉向奢侈品發展，主要為宮廷供貨。

### 維多利亞時代

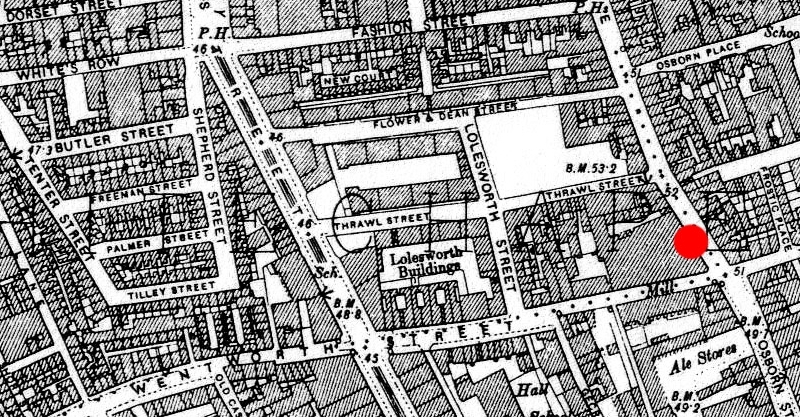
英國地形測量局的斯皮特尔菲尔兹平民窟地圖，1894年

在維多利亞時代，絲織業開始衰落，當地居民的生活也開始變得貧困起來。斯皮特尔菲尔兹在當時成爲了城市貧困的代名詞，1832年，《窮人衛報》的一篇關於霍亂流行的文章說：
在陰暗的小巷裡，低矮的屋子擠作一團，乍一看根本無法發現還有人居住，門窗也如此破舊，在每一間屋子里，一家人包括雙親、孩童和年邁的祖父母都擠在一起。
1860年，英法簽約使得法國廉價仿製品流入英國市場，更使得情況雪上加霜，一些工人不得不離開此地另謀生路，一些胡格諾教徒的家改造成裁縫店，吸引了一批猶太人前來此地。
19世紀後期，當地治安混亂，常見有妓女，也常發生搶劫案。其中Flower and Dean Street因此被稱為“也許是都市裡最惡臭、危險的街道”。1888年秋，此地附近更是發生了著名的開膛手傑克連環兇殺案。

### 現代

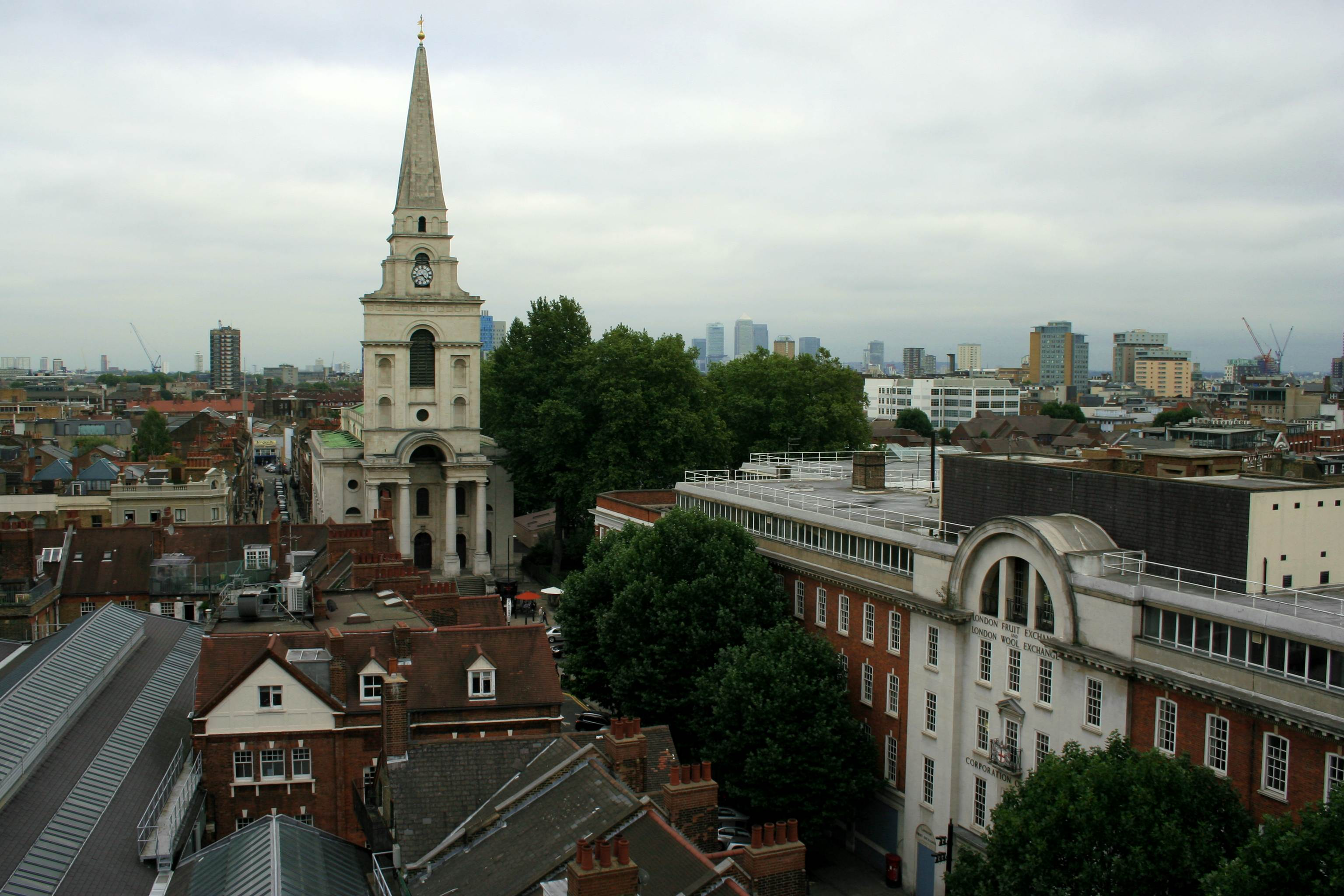
基督堂和水果、羊毛交易所，背景是金絲雀碼頭，2013年9月攝

20世紀後期，猶太人銷聲匿跡，大批孟加拉移民湧入當地紡織工業。
1960年代之後，磚巷一些要拆除的舊建築被以保存“新喬治時代建築”風尚為名保存下來，但因此該地房價飛漲。

## 交通
最近的倫敦地鐵站是奧德門東站和利物浦街站，後一站也是國家鐵路站。
最近的倫敦地上鐵站是肖迪奇高街鐵路站。

## 外部連結
- Spitalfields Life （页面存档备份，存于） Daily blog that tells the stories of Spitalfields residents, past and present.
- The Priory of St Mary Spital （页面存档备份，存于）
- spitalfields.org TH Council website
- Brief History of Spitalfields （页面存档备份，存于）
- Spitalfields City Farm （页面存档备份，存于）
- 19 Princelet Street （页面存档备份，存于） Unrestored Huguenot Master weaver's house, with synagogue. Rarely open to the public at present, but eventually to become a museum of immigration & diversity.
- Dennis Severs' House （页面存档备份，存于） 18th century time capsule
- Kinetica Museum （页面存档备份，存于）
- Archives relating to Spitalfields，英國國家檔案館
- Spitalfields Life （页面存档备份，存于） Mickey Davis at the Fruit & Wool Exchange